# رابطة البحوث المتعلقة بالمنظمات غير الربحية والعمل التطوعي
تأسست رابطة البحوث المتعلقة بالمنظمات غير الربحية والعمل التطوعي (ARNOVA) على يد ديفيد هورتون سميث، بمساعدة بيرت آر بالدوين، وريتشارد دي ريدي، ويوجين دي.وايت كعلماء العمل التطوعي (AVAS) عام 1971.

## التاريخ
كانت رؤية المؤسسين تتمحور حول إنشاء منتدى مستقل وغير متحيز للباحثين في مجال العمل التطوعي ومشاركة المواطنين.وقد كانت المؤتمرات السنوية والمجلات الفصلية لـ (AVAS) ولفترة طويلة هي المنافذ الوحيدة المتاحة للباحثين المهتمين بهذا المجال البحثي.
عقدت (AVAS) مؤتمرات موازية مع جمعية إدارة المتطوعين ورابطة مكاتب المتطوعين. عقد المؤتمر الأول في دنفر بولاية كولورادو عام 1974. عُقد المؤتمر الفردي الأول عام 1982 في لانسينغ بولاية ميشيغان. سمحت هذه الاتفاقيات السنوية للمنظمة بتحقيق هدفها، كما هو منصوص عليه في اللوائح، «لتحفيز وتنسيق ومساعدة جهود أولئك المشاركين في البحث والمنح الدراسية الأخرى والأنشطة المهنية المتعلقة بفهم المنظمات غير الربحية وتحسينها والعمل التطوعي» من خلال إنشاء منتدى وجهاً لوجه لتبادل الأفكار.
كانت منشورات (AVAS) جزءًا رئيسيًا من مساهمتها في مجتمع البحث. بدأت الرسالة الإخبارية عام 1973 والتي احتوت على معلومات حول الأحداث والأفراد في مجتمع البحث بالإضافة إلى معلومات خاصة بالمنظمة. ظهرت «مشاركة المواطن» و «ملخصات العمل التطوعي» في الأصل كمكمل للرسالة الإخبارية الأولى، حيث تجمع بين مجموعة متنوعة من الموارد للباحثين العاملين في هذا المجال متعدد التخصصات. تم نشر الإدارة التطوعية من قبل (AVAS) حتى عام 1982، ويتم نشرها الآن من قبل جمعية المسؤولين المتطوعين باسم مجلة الإدارة التطوعية . عام 1972 بدأت مجلة البحوث العمل التطوعي (JVAR) والتي كانت لفترة طويلة المجلة العلمية الوحيدة التي تركز على جميع جوانب أبحاث العمل التطوعي. في عام 1986، حاولت (JVAR) توسيع نطاق تركيزها ليشمل مجال النمو السريع للدراسة غير الربحية من خلال إضافة عنوان فرعي: دراسات التطوع، ومشاركة المواطنين، والعمل الخيري، والمنظمات غير الربحية. وفي عام 1988 أُعلن عن ناشر جديد للمجلة، واسم جديد تمامًا - القطاع غير الربحي والتطوعي الفصلي (NVSQ) . تعاونت المنظمة في الآونة الأخيرة مع مركز جامعة إنديانا للعمل الخيري حول البحث الجاري.
انتقل المكتب التنفيذي لشركة (ARNOVA) من مقره الأصلي في كلية بوسطن إلى جامعة ولاية بنسلفانيا، ثم مرة أخرى إلى مركز لينكولن فيلين بجامعة تافتس في عام 1986. انتقل المكتب مرة أخرى في عام 1990، ليصبح مرتبطًا بشكل غير وثيق بقسم تعليم الكبار والشباب في جامعة واشنطن. أدت المشكلات المالية المستمرة وانخفاض العضوية طوال الثمانينيات إلى قيام ديلوين أ.داير بعقد لجنة التخطيط الاستراتيجي في عام 1988. وبناء على توصية اللجنة، صوّت مجلس الإدارة على تغيير اسم المنظمة من جمعية دارسي العمل التطوعي ذات التركيز الضيق إلى جمعية الباحثين الأكثر شمولاً حول المنظمات غير الربحية والعمل التطوعي (ARNOVA).
استمرت عملية التخطيط في معتكف في 8-10 فبراير 1991، في كوربوس كريستي ، تكساس. وركز أعضاء مجلس الإدارة على ضرورة الارتقاء بخدمات الجمعية، وتعزيز سمعتها، والتواصل لتشمل مجموعة متنوعة ومتعددة التخصصات من الباحثين والممارسين المهتمين بالعمل التطوعي ودراسة غير ربحية. أعدت كيرستن جرونبيرج (الرئيس المشارك 1993-1994) وثيقة توضح أهداف (ARNOVA) لتقديمها إلى الممولين المحتملين.
عُقد الجلسة الثانية في مزرعة ديفيد ماسون (وهو عضو مدى الحياة) في 19-21 مارس 1993. أدت القرارات التي تم اتخاذها في ماسون رانش ريتريت إلى إضفاء الطابع الرسمي على علاقات (ARNOVA) مع القطاع المستقل والمراكز الأكاديمية، وانتماء (NVSQ) إلى برنامج المنظمات غير الربحية (PONPO) في جامعة ييل والمكتب التنفيذي مع مركز جامعة إنديانا على العمل الخيري عام 1994. عززت هذه الانتماءات مكانة (ARNOVA) كمنظمة بحثية. وبالتالي فإن التمويل الذي تم الحصول عليه من مؤسسة فورد ومؤسسة كيلوج أعطى المنظمة الموارد اللازمة لتصبح «زمالة العلماء المتعددة التخصصات» التي توخاها مؤسسوها.

## أعمال أو منشورات
- رابطة البحوث المتعلقة بالمنظمات غير الربحية والعمل التطوعي (2001)، العمل الخيري في المجتمعات الملونة : التقاليد والتحديات، إنديانابوليس, IN: رابطة البحوث المتعلقة بالمنظمات غير الربحية والعمل التطوعي، OCLC:607531122
- القطاع غير الربحي والتطوعي فصلي : مجلة جمعية البحوث حول المنظمات غير الربحية والعمل التطوعي، لندن: سيج بوبل.، 1999، OCLC:174542978
- جمعية علماء العمل التطوعي (الولايات المتحدة)؛ رابطة البحوث المتعلقة بالمنظمات غير الربحية والعمل التطوعي (1989)، القطاع غير الربحي والتطوعي فصلياً، سان فرانسيسكو: جوسي باس، OCLC:953640968